# Hoensbeek

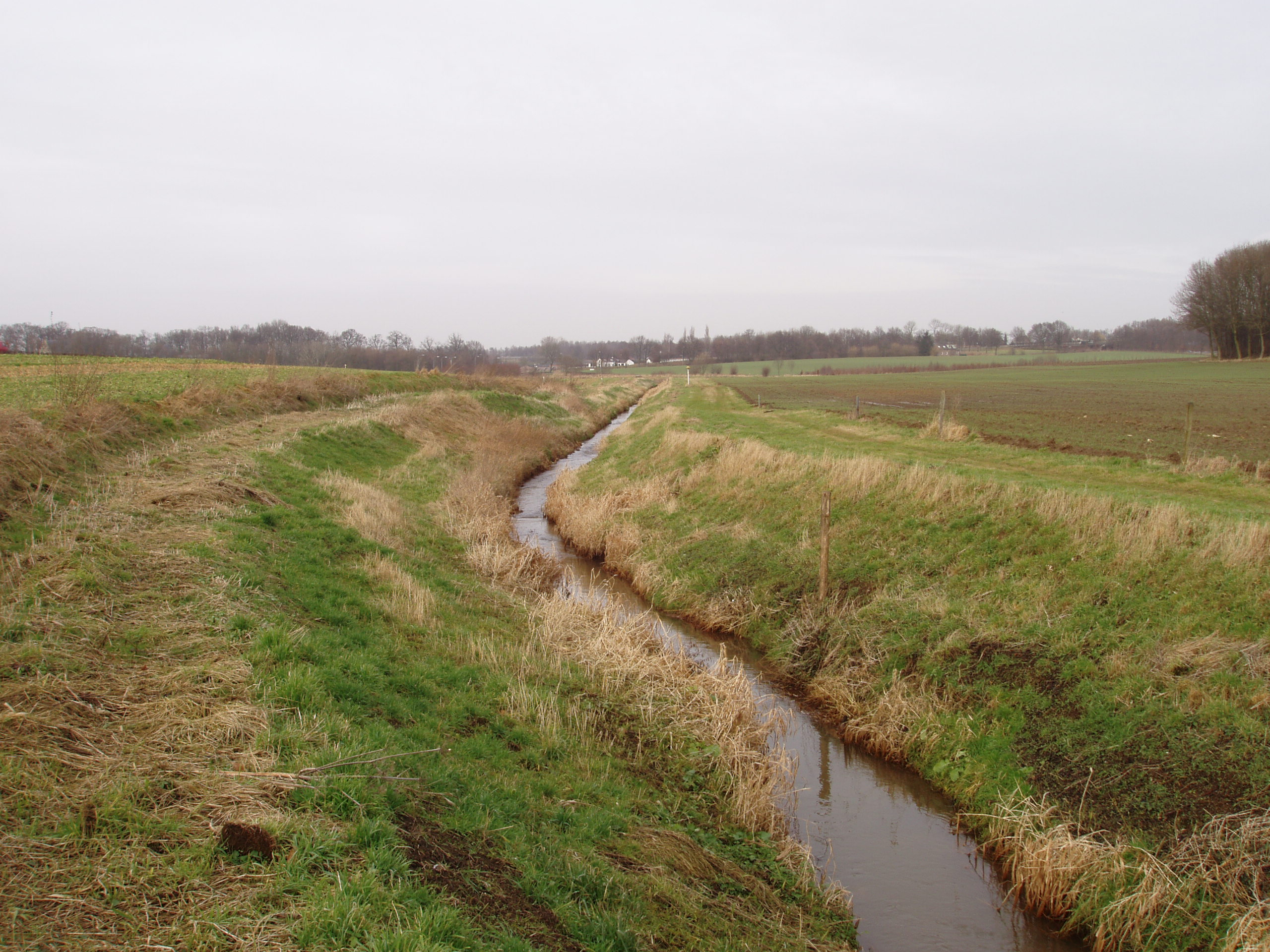
De Hoensbeek nabij Voerendaal

De Hoensbeek is een beek in het zuiden van de Nederlandse provincie Limburg. Het is een zijbeek van de Geleenbeek op haar linkeroever. De beek heeft een lengte van ongeveer twee kilometer en heeft haar oorsprong ter hoogte van Kasteel Haeren ten westen van Voerendaal. De Hoensbeek stroomt in noordoostelijke richting, langs de noordelijke rand van Voerendaal, langs het Hoenshuis en Kasteel Puth naar de Geleenbeek nabij Kasteel Rivieren. De middenloop van de beek stroomt door een laag gedeelte van het bekken van Heerlen waar aan weerszijden broekbossen en natte graslanden worden aangetroffen.
In het verleden ontsprong de beek iets zuidelijker, in een bronnengebied aan de voet van het Plateau van Ubachsberg bij de buurtschap Terveurt dat bekendstond als de "Zevensprong". In 1922 is op deze plaats een waterpompstation gebouwd, het waterpompstation Craubeek, en wordt het water via waterpijpleidingen afgevoerd ten behoeve van de drinkwatervoorziening van Heerlen. Alleen bij hevige en langdurige neerslag voert de oude bovenloop van de Hoensbeek nog water dat via de Craubekervloedgraaf en de Keldervloedgraaf van het plateau afstroomt.
Ten zuiden van het pompstation stroomt de beek tussen Hoeve Cardenbeek en de Groeve Kaardenbeek door.

## Zijbeken
De Hoensbeek kent een drietal zijbeken:
- Haerendervloedgraaf, ontstaat bij Kasteel Haeren
- Voerendaalse Molenbeek, ontstaat bij de voormalige Voerendaalse Molen
- Cortenbacherbeek, ontstaat bij Kasteel Cortenbach